# Medley
In musica, il termine inglese medley o quello italiano fantasia o “miscellanea musicale”  consiste nel proporre due o più brani eseguiti in sequenza senza interruzioni e di solito in versione più breve rispetto all'originale.

## Tipologia
Per la selezione dei pezzi e per la loro successione, le tonalità musicali dei vari pezzi vanno prese in considerazione per evitare passaggi bruschi da un brano all'altro.
Un esempio celebre nel rock sono le versioni live di Whole lotta love e Dazed and confused dei Led Zeppelin, che vengono dilatate entrambe oltre i 20 minuti con l'inserimento di altre canzoni blues.
Allo stesso modo i Pink Floyd hanno realizzato il loro album The Dark Side of the Moon del 1973, che forse è il più famoso album senza interruzioni fra le tracce. I brani sono stati riprodotti senza pause anche nei live del gruppo britannico, come ad esempio Pulse o The Wall.
Ma il medley più famoso è quello del lato B del CD Abbey Road dei Beatles. Il medley parte dalla canzone You Never Give Me Your Money, per poi finire nella canzone The End.
Un altro esempio di medley si può sentire nell'album Sheer Heart Attack dei Queen. Il medley parte dalla canzone Tenement Funster, per poi finire nella canzone Lily Of The Valley.

## Differenze
Quando invece due canzoni, anziché essere riprodotte in sequenza, vengono fuse, si tratta di mash-up. A differenza del medley, il mash-up prevede che dalle canzoni che lo compongono siano prelevate parti a scelta, ad esempio solo strofe o solo ritornelli di un brano e dell'altro.
Quando invece, servendosi di parti originali di un brano, si modificano gli arrangiamenti, si parla di remix. Un medley formato con una serie di remix viene detto megamix. Normalmente è fatto di materiale di uno stesso artista, o di canzoni popolari di un certo anno: si cita ad esempio Grease Megamix.
In inglese, la parola medley ha anche un significato più ampio usato per definire un insieme di cose relazionate ma differenti, presentate come una sola cosa.